# Passo delle Cigolade
Il passo delle Cigolade (Jouf da le Zigolade in ladino) si trova nel gruppo montuoso fassano del Catinaccio (sottogruppo g, Coronelle-Mugioni), nelle Dolomiti. Il suo attraversamento permette il passaggio tra la val de Vajolet e il Vael, nel comune di San Giovanni di Fassa.

## Morfologia

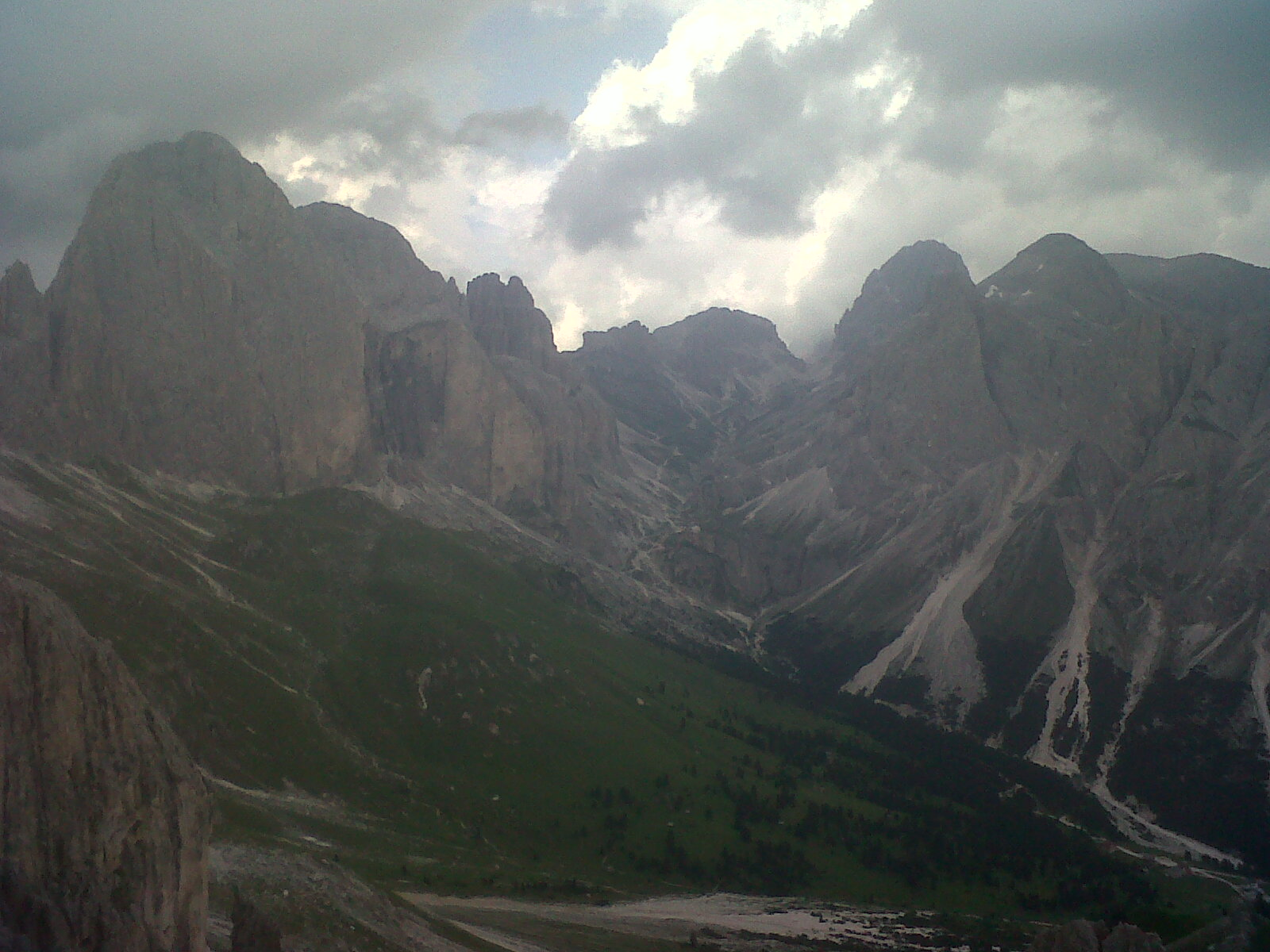
La val de Vajolet vista dal passo delle Cigolade

Il passo delle Cigolade, di conformazione dolomitica, è situato a un'altezza di 2553 metri sul livello del mare. È stretto tra il monte Mugioni, 2797 m d'altezza, e il frastagliato crinale della Zigolade da cui prende il nome. L'ascesa è ripida e faticosa su entrambi i versanti orientale e occidentale: a rendere più difficile la percorrenza del sentiero la presenza di canaloni di detriti che terminano più di cento metri sotto la cima, a cui va aggiunto un breve tratto di roccia viva sul versante orientale.

## Itinerari di percorrenza
Il passo delle Cigolade è raggiungibile tramite il sentiero C.A.I. 541, che dal rifugio Vajolet giunge al valico in poco più di un'ora, per poi continuare verso il rifugio Roda di Vaèl, con un tempo complessivo di poco inferiore alle due ore e una distanza di circa cinque chilometri. Altri possibili itinerari passando per il passo sono:
- dal rifugio Gardeccia al rifugio Roda de Vael e percorso inverso, passando per i sentieri 550 e 541, 5 km circa, 2 ore;
- dal lago di Carezza al rifugio Vajolet e percorso inverso, passando per i sentieri 8, 9, 551 e 541, 14 km circa, 5 ore;
- dal rifugio Fronza alle Coronelle al rifugio Roda de Vael e percorso inverso, passando per i sentieri 550 e 541, 7 km circa, 3 ore.